# Палаццо Барбаро-Волкофф
Палаццо Барбаро Волкофф (итал. Palazzo Barbaro Wolkoff) — дворец в Венеции на Гранд-канале, в районе Дорсодуро, по соседству с Ка-Дарио. 

## История
Здание построено в XIV веке в соответствии с канонами венецианско-византийской архитектуры. В XV века было отремонтировано с добавлением готических элементов. Дворец долгое время принадлежал знатной венецианской семье Барбаро. С 1883 года до конца жизни в нём жил русский художник Александр Волков-Муромцев, известный также под творческим псевдонимом Александр Руссофф (Alexander Roussoff). В 1894 году на верхнем этаже дома в гостях у Александра Волкова жила известная итальянская актриса Элеонора Дузе.